# Better Cotton Initiative
Pour les articles homonymes, voir BCI.
Better Cotton Initiative (BCI) est une organisation à but non lucratif qui promeut de meilleures normes dans la culture du coton et des pratiques dans 24 pays. L'initiative représente aujourd'hui environ 12 % de la production mondiale de coton.

## Controverse
En 2017, Sandrine Rigaud, journaliste pour l'émission Cash Investigation de France 2, rapporte que les tissus labellisés peuvent très bien contenir d'autres cotons que du coton BCI. Le coton BCI nécessaire au label peut être mélangé à d'autres cotons. Un vêtement labellisé BCI peut ne pas contenir du tout de coton BCI. En effet, dès lors qu'une usine est labellisée BCI, tout fil qui sort de celle-ci est labellisé BCI, même s'il ne contient pas de coton BCI. Selon la journaliste « les marques ne payent pas plus cher et nous sommes bien face à une pratique de greenwashing ».